# Picea koraiensis
Picea koraiensis ist eine Art aus der Familie der Kieferngewächse (Pinaceae). Sie ist im östlichen Asien heimisch.

## Beschreibung

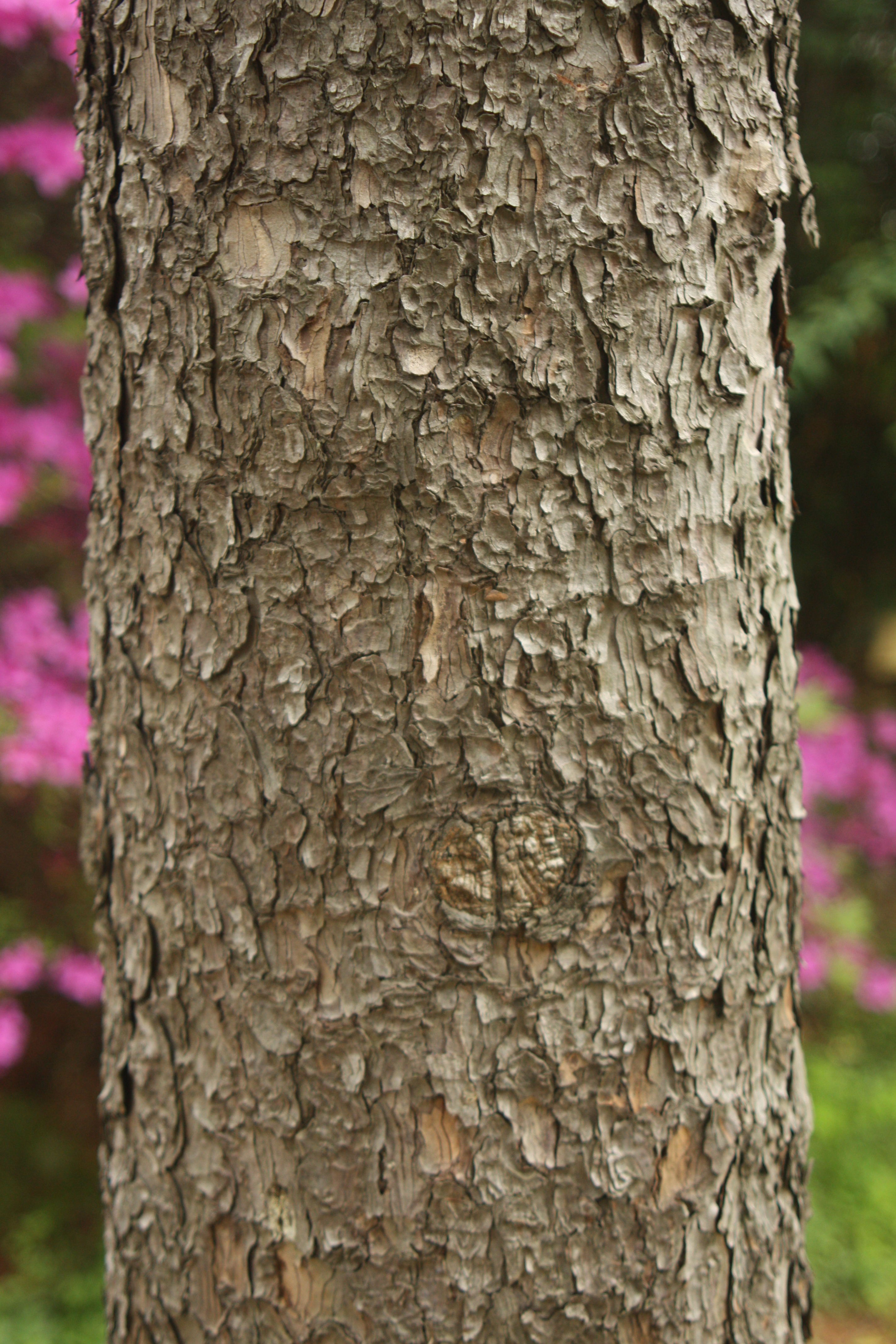
Stamm

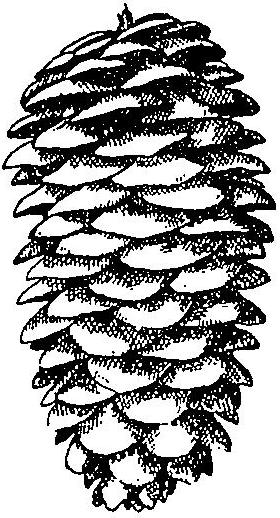
Zeichnung eines Zapfens

Picea koraiensis wächst als immergrüner Baum, der Wuchshöhen von bis zu 30 Metern und Brusthöhendurchmesser von bis zu 80 Zentimetern erreichen kann. Der Stamm endet in einer pyramidenförmigen Krone. Die grau- bis rotbraune, selten auch graue Stammborke blättert ab. Die glatte oder behaarte Rinde der dünnen Zweige ist anfangs gelb über gelblich braun bis rötlich braun gefärbt und verfärbt sich bis in das zweite oder dritte Jahr hin gelblich, rötlich oder graubraun.
Die leicht harzigen, rötlich braunen Winterknospen sind kegelig-eiförmig. Die geraden oder gebogenen Nadeln sind bei einer Länge von 1,2 bis 2,2 Zentimeter und einer Breite von 0,15 bis 0,18 Zentimeter linear-viereckig geformt und haben einen viereckigen Querschnitt. Ihre Spitze ist spitz zulaufend. Auf allen Nadelseiten befinden sich zwei bis vier Stomatalinien.
Picea koraiensis ist einhäusig-getrenntgeschlechtig (monözisch) und die Blütezeit erstreckt sich von Mai bis Juni. Die Zapfen sind bei einer Länge von 5 bis 8 Zentimetern und einer Dicke von 2,5 bis 3,5 Zentimetern eiförmig-zylindrisch geformt. Sie sind anfangs grün und verfärben sich bis zur Reife im September oder Oktober hin gelblich braun bis braun. Die Samenschuppen sind verkehrt-eiförmig bis länglich-verkehrt-eiförmig und werden 1,5 bis 1,9 Zentimeter lang sowie 1,2 bis 1,5 Zentimeter breit. Die verkehrt-eiförmigen, dunkelgrauen Samen werden etwa 4 Millimeter lang. Sie haben einen hellbraunen, annähernd länglich-verkehrt-eiförmigen Flügel, welcher 0,9 bis 1,5 Zentimeter lang ist.
Die Chromosomenzahl beträgt 2n = 24.

## Verbreitung und Standort
Das natürliche Verbreitungsgebiet von Picea koraiensis liegt in Nordkorea, im südöstlichen Russland sowie im nordöstlichen China. In Nordkorea findet man die Art vor allem entlang des Flusses Yalu und in Russland in der Region Primorje entlang des Flusses Ussuri. In China kommt sie im, in der Provinz Jilin gelegen, Changbai-Gebirge sowie in Liaoning, im südlichen Heilongjiang und im Norden der Inneren Mongolei vor.
Picea koraiensis gedeiht in Höhenlagen von 400 bis 1800 Metern. Es handelt sich dabei um eine Baumart des kühlen Klimas mit schneereichen Wintern. Die jährliche Niederschlagsmenge liegt über 1000 mm. Die Art wächst vor allem an Berghängen und entlang von Flüssen auf verschiedenen Arten von Böden. Es werden normalerweise Mischbestände, vor allem mit anderen Nadelhölzern wie der Ostsibirischen Tanne (Abies nephrolepis), der Dahurischen Lärche (Larix gmelinii) und der Sibirischen Zirbelkiefer (Pinus sibirica) gebildet. Im nördlichen Teil des Verbreitungsgebietes kommt auch die Sibirische Fichte (Picea obovata) als vergesellschaftete Art hinzu.
Picea koraiensis wird in der Roten Liste der IUCN als „nicht gefährdet“ eingestuft. Die Varietät pungsanensis wird aufgrund der fehlenden Daten in keine Gefährdungskategorie eingeordnet könnte aber wegen ihres kleinen Verbreitungsgebietes gefährdet sein. Als Hauptgefährdungsgründe werden Holzschlägerungen und Entwaldung, vor allem im russischen Teil des Verbreitungsgebietes genannt.

## Nutzung
Das Holz von Picea koraiensis findet als Bauholz, im Möbel- und Schiffsbau sowie zur Herstellung von Schnitzereien, Masten und Zellstoff Verwendung. Aus dem Stamm wird Harz und aus der Borke und den Zapfen werden Tannine gewonnen. Weiters wird die Art als Ziergehölz und zur Wiederaufforstung gepflanzt.

## Systematik
Picea koraiensis wird innerhalb der Gattung der Fichten (Picea) der Untergattung Picea, der Sektion Picea, der Untersektion Picea und der Serie Picea zugeordnet.
Die Erstbeschreibung als Picea koraiensis erfolgte 1919 durch Nakai Takenoshin in Botanical Magazine, Band 33, Seite 195. Picea koraiensis Nakai hat das Synonym Picea koyamae var. koraiensis (Nakai) Liou & Q.L.Wang.
Die Art wird in bis zu zwei Varietäten unterteilt:
- Picea koraiensis var. koraiensis ist die Nominatform (Syn.: Picea koraiensis var. nenjiangensis S.Q. Nie & X.Y. Yuan, Picea koraiensis var. tonaiensis (Nakai) T.B.Lee)[6]: Sie kommt von fernöstlichen Russland bis ins nördliche Korea vor.[6]
- Picea koraiensis var. pungsanensis (Uyeki ex Nakai) Schmidt-Vogt ex Farjon kommt nur am Berg Pung-san in Nordkorea vor. Ein Synonym ist Picea pungsanensis Uyeki.[4][2]